# Криптографія Першої світової війни

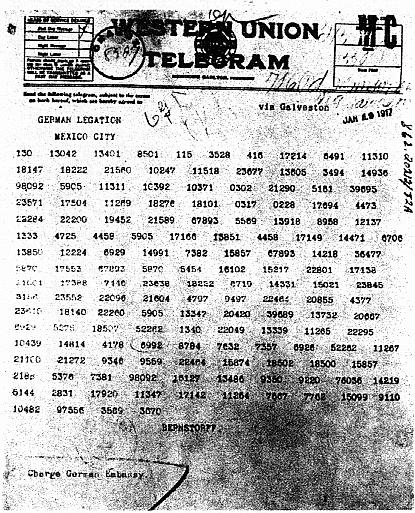
Фотокопія телеграми Циммермана

Під час першої світової війни криптографія, і, в особливості, криптоаналіз стає одним з інструментів ведення війни. Відомі факти розшифровки російських повідомлень австрійцями, а також росіянами німецьких шифрів (завдяки знайденій водолазами копії кодової книги), після чого результати були передані союзникам. Для перехоплення радіоповідомлень були побудовані спеціальні підслуховуючі станції, в результаті роботи яких (разом з умінням дешифрувати німецький шифр, який використовувався в тому числі турками) російський флот був обізнаний про склад і дії противника. У британському адміралтействі було створено спеціальний підрозділ для дешифрування повідомлень (відоме як «кімната 40», офіційна назва — NID25), яке за час війни розшифрувало близько 15 тисяч повідомлень. Цей результат зіграв важливу роль у битві при Доггер-банку і в Ютландському бою.
Можливо, найвідомішим результатом є розшифровка телеграми Циммермана, яка підштовхнула США до вступу у війну на боці Антанти.

## Російська імперія

### Армія
У російській армії на початку XX століття найчастіше використовували словникові ключі — тип шифрів, в якому кожному слову з певного спеціалізованого словника зіставлялося одне або кілька кодових чисел з трьох-п'яти цифр. Ключ Військового міністерства № 6 1906 року являв собою тризначний багатоваріантний цифровий код з маскуванням і прихованим початком повідомлення. Ключ Військового міністерства № 7 1905 року був алфавітним тризначним цифровим кодом на 900 словникових величин, розміщених на 18 таблицях 5x10. Ці шифри використовувалися для передачі повідомлень по телеграфу і радіо.
Вже восени 1914 року частина російських військових шифрів була розшифрована австрійцями. Незабаром після цього російський шифр був змінений на новий. Почалося змагання між шифровщиками і ворожими дешифровщиками. До весни 1915 року російські війська повністю відмовилися від старої системи шифрів і стали застосовувати простий шифр Цезаря. 17 червня 1916 року в російській армії був введений новий тип шифру з 300 шифровальними групами. Однак повної секретності повідомлень добитися так і не вдалося.

### Флот
Російський флот, порівняно з армією, домігся набагато більших успіхів у шифрувальній війні. Незабаром після початку війни 26 серпня 1914 року біля острова Ольденсхольм сів на мілину і був знищений російським флотом німецький крейсер «Магдебург». Лейтенант Михайло Васильович Гамільтон посланий капітаном Адріаном Івановичем Непеніним знайшов у капітанській каюті німецьку книгу кодів. Згодом російськими водолазами була витягнута з води друга копія німецької кодової книги, викинута німцями за борт. Німецький морський шифр був розшифрований. У 1914 році німецький шифр був переданий британським союзникам. Капітан I рангу Кедрів і капітан II рангу Смірнов вручили його першому лорду Адміралтейства Вінстону Черчиллю в присутності першого морського лорда (начальника Морського Генерального штабу) принца Людвіга Баттенбергского і начальника штабу контр-адмірала Олівера. Для перехоплення німецьких радіоповідомлень в Балтійському морі і в Севастополі були побудовані спеціальні підслуховуючі станції. Кілька разів німці і турки (які користувалися німецьким шифром) змінювали свій шифр, не чіпаючи його системи, і щоразу він був розгаданий російськими дешифровщиками.
Завдяки розшифровці німецьких радіограм в Балтійському морі російський флот був обізнаний про склад і дії ворожих сил. Така ж гігантська перевага над німецьким флотом отримав британський флот, що багато в чому визначило результат війни на морі в першу світову війну.

## Сполучені Штати
Герберт Ярдлі розпочав кодування клерком в Державному департаменті. Після початку війни він став главою криптографічного підрозділу військової розвідки (МІ-8) і брав участь в американських експедиційних силах у Франції. Пізніше він очолив Бюро шифрів, яке було засноване в 1919 році, відразу після Першої світової війни, і фінансувалося спільно Державним департаментом і армією США.
ВМС США використовували криптографічний код A-1.

## Британська імперія
З початком Першої світової в британському Адміралтействі було створено спеціальний підрозділ, який займався дешифровкою німецьких повідомлень, відомий як кімната 40 (офіційна назва NID25). За всю війну цей підрозділ розшифрувало близько 15,000 німецьких повідомлень. Розшифровка німецьких повідомлень зіграла важливу роль у битві при Доггер-банку і в Ютландському бою. Мабуть найважливішим досягненням кімнати 40 була розшифровка Телеграми Циммермана, яка підштовхнула США до вступу у війну на боці Антанти.

## Франція
Найдраматичнішим моментом у криптографії Франції був червень 1918 року, коли було життєво необхідно дізнатися напрямок німецького наступу на Париж. Жорж Пенвен зумів за кілька напружених днів, втративши 15 кілограм ваги, розкрити німецький шифр ADFGVX в результаті Париж був врятований.

## Німецька імперія
Кожній німецькій дивізії був доданий професор математики, спеціаліст з криптоаналізу, які читали радіопередачі російських військ, що, зокрема, забезпечило нищівну перемогу німців над переважаючими силами російської армії в Битві під Танненбергом. Втім, через нестачу криптографів, а також телефонних проводів, росіяни часто вели передачі по радіо відкритим текстом. Так чи інакше, генерал Людендорф до 11 вечора мав у своєму розпорядженні всі російські депеші за день.